# 利尻富士町
利尻富士町（りしりふじちょう）は、北海道最北の宗谷地方、利尻島にある町。
地名の由来は、アイヌ語の「リー・シリ」（高い島）に由来する利尻山の通称「利尻富士」から。

## 地理
宗谷地方西部の日本海上にある利尻島東部に位置する。
地勢は険しく、山と海にはさまれた海岸に集落が点在、
北部の鴛泊（おしどまり）、南部の鬼脇が主要な集落。
- 山: 利尻山（利尻富士）（1721メートル）、ポン山（444メートル）
- 河川:
- 湖沼: オタドマリ沼、三日月沼、姫沼
- 島:
- 岬: ペシ岬

### 気候
海に囲まれているため夏冬の気温の格差は小さい。夏は30度を記録する日は稀で、冬は最低でも-10度程度。
風が強く、年平均風速は5m以上。
| 本泊（2003 - 2020）の気候 | 本泊（2003 - 2020）の気候 | 本泊（2003 - 2020）の気候 | 本泊（2003 - 2020）の気候 | 本泊（2003 - 2020）の気候 | 本泊（2003 - 2020）の気候 | 本泊（2003 - 2020）の気候 | 本泊（2003 - 2020）の気候 | 本泊（2003 - 2020）の気候 | 本泊（2003 - 2020）の気候 | 本泊（2003 - 2020）の気候 | 本泊（2003 - 2020）の気候 | 本泊（2003 - 2020）の気候 | 本泊（2003 - 2020）の気候 |
| 月                        | 1月                       | 2月                       | 3月                       | 4月                       | 5月                       | 6月                       | 7月                       | 8月                       | 9月                       | 10月                      | 11月                      | 12月                      | 年                        |
| ------------------------- | ------------------------- | ------------------------- | ------------------------- | ------------------------- | ------------------------- | ------------------------- | ------------------------- | ------------------------- | ------------------------- | ------------------------- | ------------------------- | ------------------------- | ------------------------- |
| 最高気温記録 °C （°F）    | 8.4 (47.1)                | 9.0 (48.2)                | 14.8 (58.6)               | 22.7 (72.9)               | 25.4 (77.7)               | 26.1 (79)                 | 31.7 (89.1)               | 31.8 (89.2)               | 29.8 (85.6)               | 23.0 (73.4)               | 18.4 (65.1)               | 12.8 (55)                 | 31.8 (89.2)               |
| 平均最高気温 °C （°F）    | −2.6 (27.3)               | −2.2 (28)                 | 1.8 (35.2)                | 7.6 (45.7)                | 13.5 (56.3)               | 17.5 (63.5)               | 21.3 (70.3)               | 23.1 (73.6)               | 20.7 (69.3)               | 14.1 (57.4)               | 6.2 (43.2)                | −0.1 (31.8)               | 10.1 (50.2)               |
| 日平均気温 °C （°F）      | −4.5 (23.9)               | −4.4 (24.1)               | −0.6 (30.9)               | 4.4 (39.9)                | 9.6 (49.3)                | 13.7 (56.7)               | 17.7 (63.9)               | 19.8 (67.6)               | 17.1 (62.8)               | 10.9 (51.6)               | 3.6 (38.5)                | −2.3 (27.9)               | 7.1 (44.8)                |
| 平均最低気温 °C （°F）    | −6.8 (19.8)               | −7.3 (18.9)               | −3.5 (25.7)               | 0.7 (33.3)                | 5.5 (41.9)                | 9.9 (49.8)                | 14.3 (57.7)               | 16.5 (61.7)               | 13.2 (55.8)               | 7.1 (44.8)                | 0.6 (33.1)                | −4.6 (23.7)               | 3.8 (38.8)                |
| 最低気温記録 °C （°F）    | −15.4 (4.3)               | −16.6 (2.1)               | −12.9 (8.8)               | −7.6 (18.3)               | −2.6 (27.3)               | 0.9 (33.6)                | 7.3 (45.1)                | 8.8 (47.8)                | 5.2 (41.4)                | −1.5 (29.3)               | −11.0 (12.2)              | −12.9 (8.8)               | −16.6 (2.1)               |
| 出典1：気象庁             |                           |                           |                           |                           |                           |                           |                           |                           |                           |                           |                           |                           |                           |
| 出典2：気象庁             |                           |                           |                           |                           |                           |                           |                           |                           |                           |                           |                           |                           |                           |

### 隣接している自治体
- 宗谷総合振興局 : 利尻町

以下の市町村は隣接していないが、フェリー航路により関係が深い。
- 宗谷総合振興局 : 稚内市、礼文町

## 歴史
- 縄文時代から栄える。
- 江戸時代は松前藩によってリイシリ場所が開かれていた。
- 1669年（寛文9年）松前藩の交易船が寄港した際には、300人ほどのアイヌが居住していた。
- 1808年（文化4年）　ロシアによる利尻島襲撃事件（文化露寇、フヴォストフ事件）。幕府の天領となる。
- 1848年（嘉永元年）日本初のネイティブ英語教師となったラナルド・マクドナルドが上陸した。
- 1880年（明治13年） 鴛泊村に利尻郡戸長役場が設置される。（利尻富士町の開基）
- 1956年（昭和31年）9月30日、鬼脇村と鴛泊村が合併、東利尻村となる。
- 1959年（昭和34年）9月、町制施行、東利尻町となる。
- 1990年（平成2年）9月、町名を利尻富士町に変更。

## 行政

### 歴代首長
| 代           | 氏名       | 就任日                     | 退任日                     | 備考       |
| 東利尻村長   | 東利尻村長 | 東利尻村長                 | 東利尻村長                 | 東利尻村長 |
| ------------ | ---------- | -------------------------- | -------------------------- | ---------- |
| 初           | 征木久栄   | 1956年（昭和31年）10月29日 | 1959年（昭和34年）8月31日  |            |
| 東利尻町長   |            |                            |                            |            |
| 初           | 征木久栄   | 1959年（昭和34年）9月1日   | 1960年（昭和35年）10月27日 | 1期        |
| 2            | 小松為五郎 | 1960年（昭和35年）10月28日 | 1966年（昭和41年）7月6日   | 2期        |
| 3            | 牧野三廣   | 1966年（昭和41年）8月24日  | 1974年（昭和49年）8月23日  | 2期        |
| 4            | 笠嶋善太郎 | 1974年（昭和49年）8月24日  | 1982年（昭和57年）8月23日  | 2期        |
| 5            | 安達敏夫   | 1982年（昭和57年）8月24日  | 1990年（平成2年）9月29日   |            |
| 利尻富士町長 |            |                            |                            |            |
| 5            | 安達敏夫   | 1990年（平成2年）9月30日   | 2001年（平成13年）10月15日 | 5期        |
| 6            | 𠮷田勤     | 2001年（平成13年）11月25日 | 2013年（平成25年）11月24日 | 3期        |
| 7            | 田村祥三   | 2013年（平成25年）11月25日 | 現職                       | 2期        |

## 経済

### 産業
漁業、観光が盛ん。夏季は多くの観光客が訪れる。
漁業はかつてニシン漁で栄えたが資源枯渇により衰退、現在は利尻昆布の養殖やウニなどの近海漁業が中心。2017年には利尻漁協鬼脇青年部販売の本物ナマコを乾燥させて作った食べられるストラップが話題となった。

### 立地企業
- 株式会社利尻名水ファクトリー
- 株式会社中田組

### 漁協
- 利尻漁業協同組合本所
- 利尻漁業協同組合鬼脇支所

### 金融機関
- 稚内信用金庫
  - 利尻富士支店
  - 利尻富士町役場鬼脇支所出張所（ATMコーナー）

### 郵便局
- 利尻おしどまり郵便局（集配局）
- 本泊郵便局
- 鬼脇郵便局

## 公共機関

### 北海道
- 宗谷総合振興局
  - 宗谷地区水産技術普及指導所利尻支所

### 警察
- 北海道旭川方面稚内警察署
  - 鴛泊駐在所
  - 鬼脇駐在所
  - 利尻空港警備派出所

### 消防
- 利尻礼文消防事務組合利尻富士支署

## 姉妹都市・提携都市

### 国内
- 姉妹都市
  - 鹿児島県屋久島町

## 地域

### 人口
| |                                            |  |
| 利尻富士町と全国の年齢別人口分布（2005年） | 利尻富士町の年齢・男女別人口分布（2005年） |  |
| ■紫色 ― 利尻富士町 ■緑色 ― 日本全国 | ■青色 ― 男性 ■赤色 ― 女性                  |  |
| 利尻富士町（に相当する地域）の人口の推移 \| 1970年（昭和45年） \| 7,682人 \| \| \| 1975年（昭和50年） \| 6,883人 \| \| \| 1980年（昭和55年） \| 6,028人 \| \| \| 1985年（昭和60年） \| 5,520人 \| \| \| 1990年（平成2年） \| 5,110人 \| \| \| 1995年（平成7年） \| 4,398人 \| \| \| 2000年（平成12年） \| 3,536人 \| \| \| 2005年（平成17年） \| 3,239人 \| \| \| 2010年（平成22年） \| 3,037人 \| \| \| 2015年（平成27年） \| 2,787人 \| \| \| 2020年（令和2年） \| 2,458人 \| \| |                                            |  |
| 総務省統計局 国勢調査より |                                            |  |
| 1970年（昭和45年） | 7,682人                                    |  |
| 1975年（昭和50年） | 6,883人                                    |  |
| 1980年（昭和55年） | 6,028人                                    |  |
| 1985年（昭和60年） | 5,520人                                    |  |
| 1990年（平成2年） | 5,110人                                    |  |
| 1995年（平成7年） | 4,398人                                    |  |
| 2000年（平成12年） | 3,536人                                    |  |
| 2005年（平成17年） | 3,239人                                    |  |
| 2010年（平成22年） | 3,037人                                    |  |
| 2015年（平成27年） | 2,787人                                    |  |
| 2020年（令和2年） | 2,458人                                    |  |

## 教育

### 研究施設
- 札幌医科大学医学部附属臨海医学研究所

### 中学校
- 利尻富士町立鬼脇中学校[5]
- 利尻富士町立鴛泊中学校

### 小学校
- 利尻富士町立利尻小学校[6]
- 利尻富士町立鴛泊小学校

## 交通

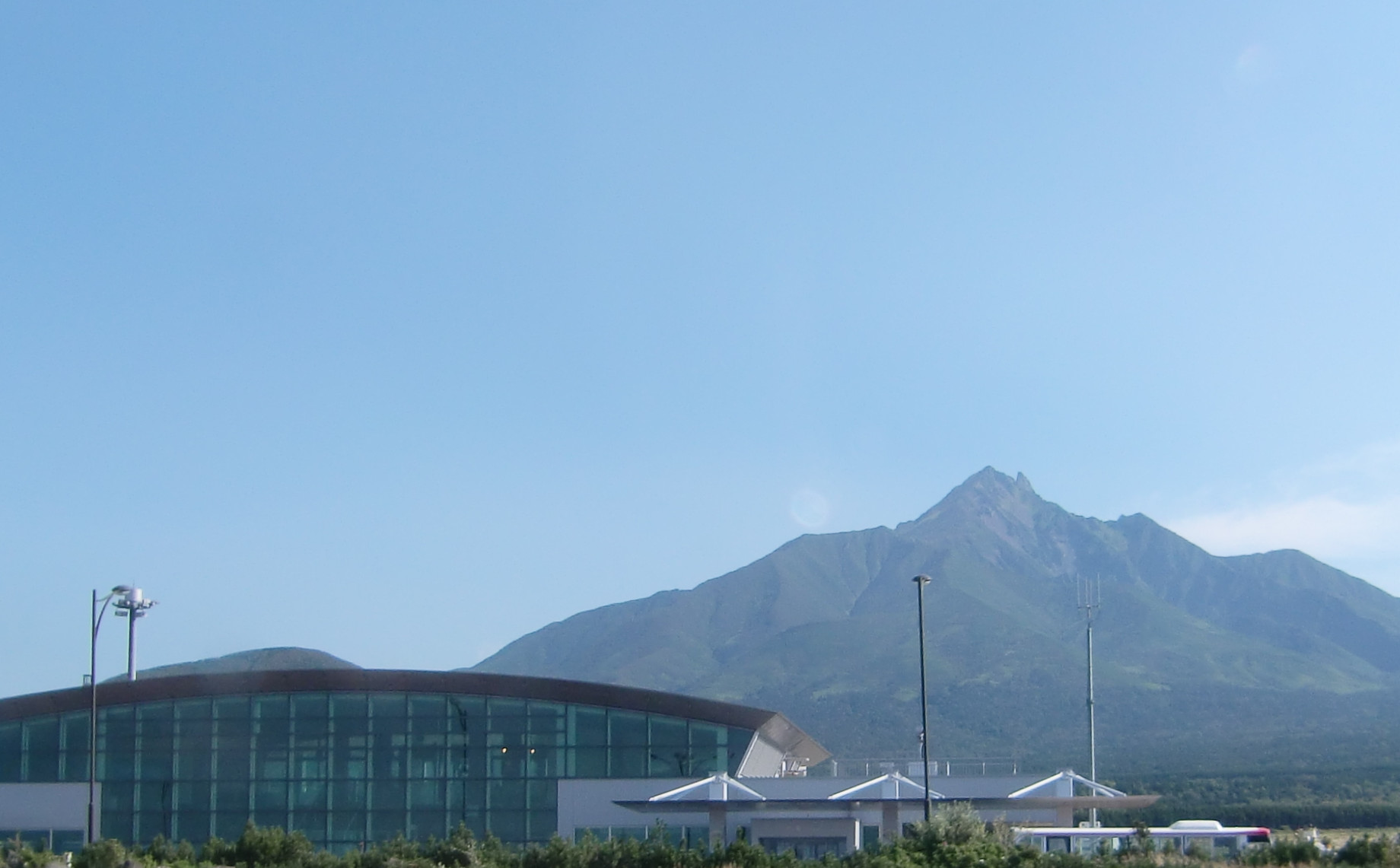
利尻空港

### 空港
- 利尻空港
  - 日本航空(JAL)[7]
    - 丘珠空港

  - 全日本空輸(ANA)[8]
    - 新千歳空港(6月～9月のみ運航)

### 船舶
鴛泊港

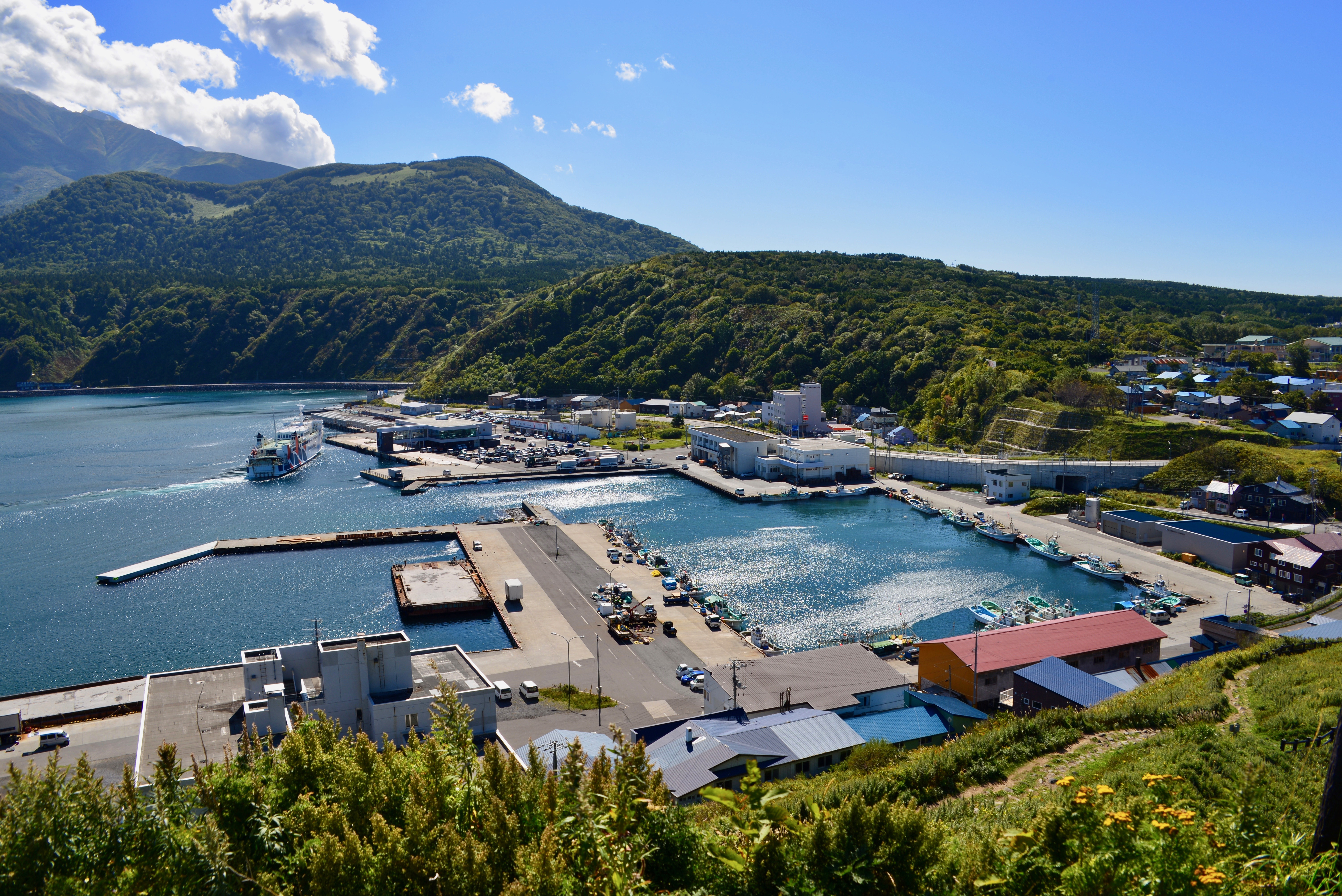
鴛泊港(ペシ岬から)

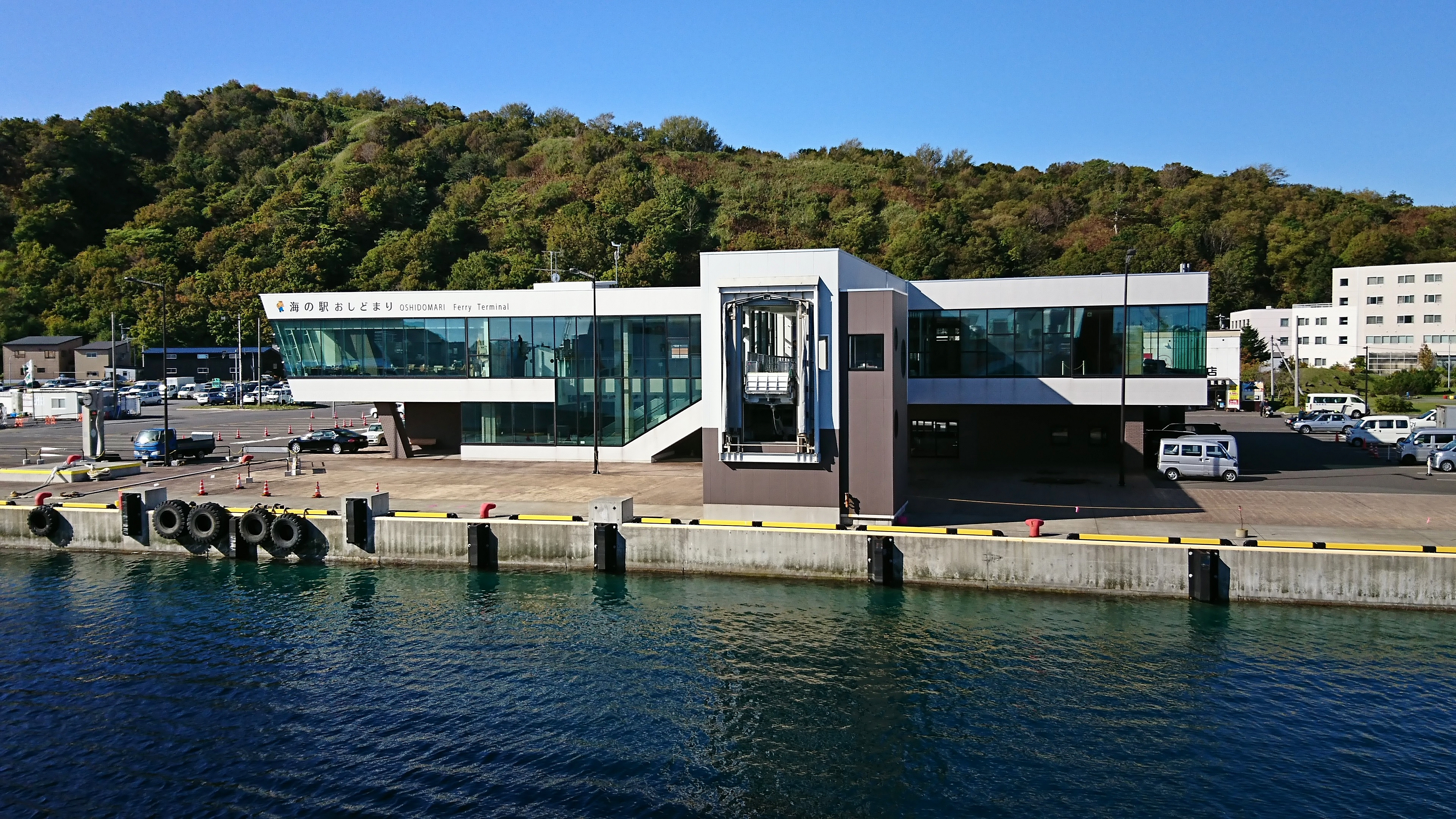
海の駅「おしどまり」（鴛泊港）

- ハートランドフェリー（旧 東日本海フェリー）
  - 稚内港（稚内市）
  - 香深港（礼文町）

### 路線バス
- 宗谷バス

### タクシー
- 富士ハイヤー（鴛泊地区）

### 道路
- 都道府県道
  - 北海道道105号利尻富士利尻線
  - 北海道道108号沓形仙法志鴛泊線
  - 北海道道856号本泊利尻空港線
  - 北海道道1076号利尻富士利尻自転車道線

## 名所・旧跡・観光スポット・祭事・催事

### 文化財

#### 利尻富士町指定有形文化財
- 奥の院 - 利意志理山大権現
- 厳島神社
- 本泊頓宮鳥居
- 利尻山神社境内
- 金刀比羅神社本殿
- 北見神社境内
- 利尻島郷土資料館 - 大正2年建築、旧鬼脇村役場庁舎
- 大沢寺鐘楼堂
- 会津藩士の墓(1) - 慈教寺境内
- 会津藩士の墓(2) - ペシ岬
- 桐山三四郎顕彰碑 - 桐山公園内
- 綱島貞助顕彰碑 - 北見神社内
- 北海道三景の碑 - 北見神社内
- 宗谷区務所往書簡 - 利尻島郷土資料館蔵

#### その他
- 南浜獅子神楽 - 町指定無形民俗文化財、南浜獅子神楽保存会
- リイシリ運上屋跡 - 利尻富士町指定史跡
- 栄町キャンプ場遺跡 - 利尻富士町指定史跡
- ラナルド・マクドナルド渡島の地 - 利尻富士町指定史跡
- 沼浦湿原 - 利尻富士町指定天然記念物
- 南浜湿原 - 利尻富士町指定天然記念物

### 祭事
- 北見神社例大祭「鬼脇地区」（6月27日～29日）
- 利尻山神社例大祭「鴛泊地区」（6月30日～7月2日）
- 北海島まつり
  - 鬼脇会場（7月最終日曜日）
  - 鴛泊会場（8月3日）

### 観光
- 利尻礼文サロベツ国立公園
- 利尻島郷土資料館

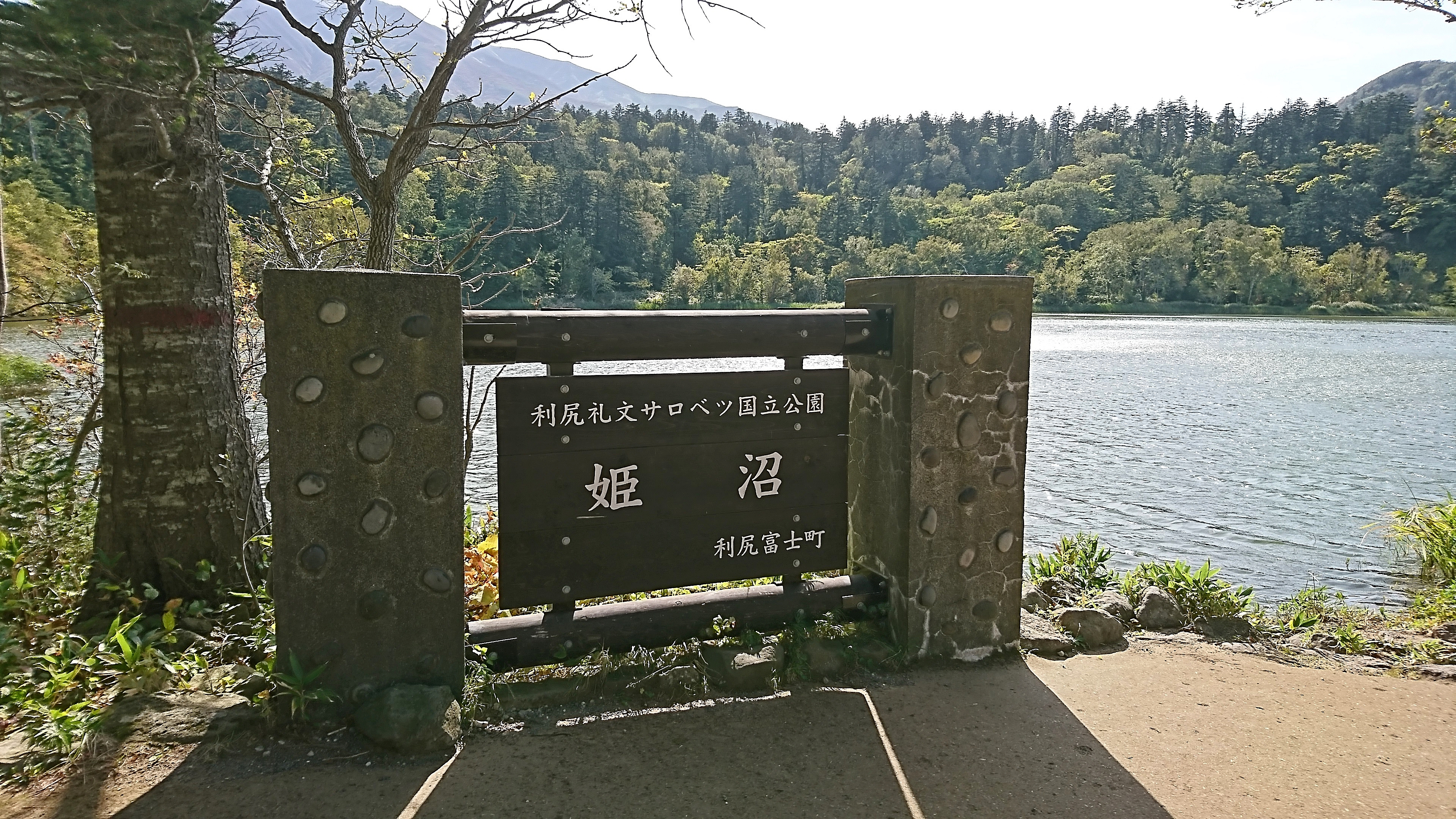
姫沼（利尻礼文サロベツ国立公園）

- 利尻富士（利尻山1,721 m）（高山植物が群生、夏季は登山者が多く訪れる）
- 利尻富士温泉
- 甘露泉水（名水百選）
- 姫沼
- オタトマリ沼
- 南浜湿原
- ペシ岬展望台
- 夕日ケ丘展望台
- 富士野園地
- 野塚展望台
- 総合交流促進施設「北のしーま」

## 出身有名人
- 日沼俊栄 - 元学校法人駒沢岩見沢学園理事長。元駒沢看護保育福祉専門学校校長